# Бирзниек-Упит, Эрнест
Э́рнест Би́рзниек-У́пит (латыш. Ernests Birznieks-Upītis;1871—1960) — латышский и советский писатель. Народный писатель Латвийской ССР.

## Биография
Эрнест Бирзниек-Упит родился 6 апреля 1871 года в усадьбе Бисниеки Дзирциемской волости Туккумского уезда (ныне Зентенская волость Тукумского края), в крестьянской семье Теодора Бирзниека.
Учился в Туккумской городской школе (1887—1889), после окончания которой сдал экзамен на право преподавания.
Народный учитель по профессии, много скитавшийся как по Латвии, так и в России, Бирзниек-Упит с большим знанием и с большой любовью отобразил в своих рассказах жизнь трудящегося люда. Продолжая традиции реалистической новеллы, лучшего латышского новеллиста Рудольфа Блауманиса, Бирзниек-Упит в своих рассказах даёт правдивое, реалистическое отображение окружающей его действительности.
Лучшие его рассказы посвящены крестьянству. С большим мастерством даёт он целую галерею образов бедняков, тружеников, крестьян и батраков, «серых баронов-кулаков». Его лучшие рассказы — это яркое обвинение существующему порядку. Все симпатии писателя на стороне мелкого, незаметного труженика, эксплуатируемого и угнетаемого.
Особенно сильны его рассказы, посвящённые Революции 1905 года, где Бирзниек-Упит с большим мастерством и пониманием показывает трагедию латышского крестьянства в революции 1905 года.
К лучшим произведениям Бирзниека-Упита принадлежит «Pelēkā akmens stāsti» (Рассказы серого камня), «Pret vakaru» (К вечеру), «Pastariņa dienasgrāmata» (Дневник младшего сына), «Pastariņš skolā» (Младший сын в школе) и другие. Многие из них прочно вошли в литературу для детей и юношества.
Скончался 30 декабря 1960 года. Похоронен на Лиелупском кладбище Юрмалы.

## Память
- В 1972 году на родине писателя был открыт мемориальный дом-музей «Бисниеки»[1].
- В 1971 году была выпущена почтовая марка СССР, посвященная Бирзниеку-Упиту. В 2021 г. Почта Латвии выпустила ещё одну марку.
- Первая Тукумская начальная школа носит имя Эрнеста Бирзниека-Упита.
- Одна из улиц Риги носит имя Эрнеста Бирзниека-Упита.

## Сочинения
- «Рассказы Упита» (1900)
- «С утра» (1912)
- «Под вечер» (1913)
- «Рассказы серого камня» (1914).
- «В кавказских горах» (1924)
- «Кавказские рассказы» (1927)
- «Сказки Нины» (т. 1—2, 1922—24)
- «Наши друзья» (1925)
- «Дневник Пастариня» (1922)
- «Пастаринь в школе»(1923)
- «Пастаринь в жизни» (1924)

## Признание и награды
- Орден Трёх звёзд IV степени (1927)
- орден Ленина (03.01.1956)
- орден Трудового Красного Знамени (1950)
- Народный писатель Латвийской ССР (1947)